# Serrabrancaíta
La serrabrancaíta es un mineral de la clase de los minerales fosfatos. Fue aprobado como mineral en 1998, descubierto en la localidad tipo de Serra Branca, en el estado de Paraíba (Brasil), siendo nombrada así por esta localidad. Un sinónimo es su clave: IMA1998-006.

## Características químicas
Es un fosfato hidratado de manganeso. El grupo de la kieserita con el que está relacionado son sulfatos monoclínicos hidratados.

## Formación y yacimientos
Se forma como producto de la alteración de triplita en una roca pegmatita que contiene fosfatos.